# Cikadu (Pelabuhan Ratu)
Cikadu is een bestuurslaag in het regentschap Sukabumi van de provincie West-Java, Indonesië. Cikadu telt 7829 inwoners (volkstelling 2010).